# ألبرشت فون هاغن
ألبرشت فون هاغن (بالألمانية: Albrecht von Hagen) هو مقاوم ومحامي وسياسي ألماني، ولد في 11 مارس 1904 في بولندا، وتوفي في 8 أغسطس 1944 في ألمانيا بسبب شنق.